# بلينفيل (جورجيا)
بلينفيل (بالإنجليزية: Plainville, Georgia)‏ هي مدينة تقع في مقاطعة غوردون، جورجيا بولاية جورجيا في الولايات المتحدة. تبلغ مساحة هذه المدينة ~13 (كم²)، وترتفع عن سطح البحر 207 م، بلغ عدد سكانها 313 نسمة في عام 2010 حسب إحصاء مكتب تعداد الولايات المتحدة.

## وصلات خارجية
- Cities & Counties - Georgia.gov